# HD 162123
HD 162123，又名CD-4511958，SAO 228490、HR 6640，是一颗恒星，视星等为6.11，位于銀經346.21，銀緯-9.52，其B1900.0坐标为赤經17h 44m 20.8s，赤緯-45° -9.52′ 17″。